# ジョゼフ・バーンビー
サー・ジョゼフ・バーンビー（Sir Joseph Barnby 1838年8月12日 - 1896年1月28日）は、イングランドの作曲家、指揮者。

## 生涯
バーンビーはヨークに生まれた。父はオルガニストのトーマス・バーンビー（Thomas Barnby）である。バーンビーは7歳からヨーク大聖堂の聖歌隊に入り、王立音楽アカデミーではチプリアーニ・ポッターとチャールズ・ルーカスの下で学んだ。
バーンビーは1862年にロンドンのセント・アンドリュー教会のオルガニストとなり、教会の礼拝の質を高めた。彼は1864年から『バーンビー合唱団』の指揮者となり、1871年にシャルル・グノーの跡を継いで就任したロイヤル・アルバート・ホール合唱協会の指揮者職は、その後この世を去るまで務め上げた。彼は1875年にイートン・カレッジの先唱者ならびに音楽監督となり、1892年にはギルドホール音楽演劇学校の校長となった。同年7月には、ナイトに叙されている。
バーンビーの作品にはオラトリオ「Rebekah」、「The Lord is King」（詩篇第97篇）や、多くの礼拝音楽、アンセム、246曲の賛美歌（1897年にひとまとめに出版された）、パートソング（有名なのは「Sweet and Low」）、およびパイプオルガンのための楽曲がある。バーンビーはロンドンの聴衆に対し、あまり知られていなかったグノーの宗教音楽を普及させるのに大きな貢献を行ったが、一方で彼のオペラにはあまり実際的に共感を示していなかった。バーンビーは1884年にロイヤル・アルバート・ホールにおいて、ワーグナーの「パルジファル」の記念碑的な演奏会を組織した。1892年と1895年には、カーディフ音楽祭の指揮台に上がっている。
バーンビーはロンドンで没し、セント・ポール大聖堂で特別礼拝が行われた後、ウェスト・ノーウッド墓地に葬られた。